# Luttrellia estuarina
Luttrellia estuarina är en svampart som beskrevs av Shearer 1978. Luttrellia estuarina ingår i släktet Luttrellia och familjen Halosphaeriaceae.   Inga underarter finns listade i Catalogue of Life.